# Голешть (Белілешть, Арджеш)
Голешть, Голешті (рум. Golești) — село у повіті Арджеш в Румунії. Входить до складу комуни Белілешть.
Село розташоване на відстані 116 км на північний захід від Бухареста, 25 км на північ від Пітешть, 122 км на північний схід від Крайови, 82 км на південний захід від Брашова.

## Населення
За даними перепису населення 2002 року у селі проживала 291 особа, усі — румуни. Усі жителі села рідною мовою назвали румунську.